# Sadisme
Sadisme er en parafili, der kendetegnes ved seksuel lyst eller passion til at være dominerende eller styrende i et ellers ligestillet, erotisk forhold. Opkaldt efter Markis de Sade af den østrigske psykiater Krafft-Ebing, der tillagde betegnelsen en sygelig betydning. Derfor er den traditionelle opfattelse af sadisme: (sygelig)kønslig tilfredsstillelse ved at pine en anden. 
Det ses ofte, at seksuelt betonede overgreb og mord straks defineres som "sadistiske", selv om mord ikke er en del af den sadistiske sexleg. I disse situationer er det rigtigere at fokusere på voldsmandens (m/k) mentale tilstand, manglende følelsesmæssige indlevelsesevne og seksuelle ensomhed.